# Gryllacris vittata
Gryllacris vittata är en insektsart som beskrevs av Walker, F. 1869. Gryllacris vittata ingår i släktet Gryllacris och familjen Gryllacrididae. Inga underarter finns listade i Catalogue of Life.